# 제주특별자치도지사
제주특별자치도지사(濟州特別自治道知事)는 제주특별자치도의 행정 사무를 총괄하는 광역자치단체장이다.

## 역대 도지사

### 미군정기 제주도 도사(島司)
| 선출 방식 | 대수     | 이름                            | 임기                             | 비고                                |
| --------- | -------- | ------------------------------- | -------------------------------- | ----------------------------------- |
| 관선      | 1대      | 오노 도라이치(小野 虎市)        | 1945년 8월 16일~1945년 9월 10일  | 조선총독부 최후의 제주도 도사(島司) |
| 관선      | 2대      | 안세훈(安世勳)                  | 1945년 9월 10일~1945년 9월 22일  |                                     |
| 관선      | 권한대행 | 김문희(金汶熙)                  | 1945년 9월 10일~1945년 10월 28일 |                                     |
| 관선      | 3대      | 셔먼 스타우트(Thurman A. Stout) | 1945년 10월 28일~1946년 3월 28일 | 현역 미국 육군소령                  |
| 관선      | 대리     | 김문희(金汶熙)                  | 1945년 10월 28일~1945년 11월 8일 |                                     |
| 관선      | 4대      | 박경훈(朴慶勳)                  | 1946년 3월 28일~1946년 7월 31일  | 마지막 제주도 도사(島司)            |

### 제주도지사
| 선출 방식 |  | 대수     | 이름           | 임기                              | 정당                                                                            | 도정구호                       |
| --------- |  | -------- | -------------- | --------------------------------- | ------------------------------------------------------------------------------- | ------------------------------ |
| 관선      |  | 초대     | 박경훈(朴慶勳) | 1946년 8월 1일~1947년 3월 20일    |                                                                                 |                                |
| 관선      |  | 직무대리 | 김두현(金斗鉉) | 1947년 3월 21일~1947년 4월 12일   |                                                                                 |                                |
| 관선      |  | 2대      | 유해진(柳海眞) | 1947년 4월 13일~1948년 5월        | 한국독립당                                                                      |                                |
| 관선      |  | 3대      | 임관호(林官浩) | 1948년 5월 28일~1949년 4월 21일   |                                                                                 |                                |
| 관선      |  | 4대      | 김용하(金容河) | 1949년 4월 21일~1949년 11월 15일  |                                                                                 |                                |
| 관선      |  | 5대      | 김충희(金忠熙) | 1949년 11월 15일~1951년 8월       |                                                                                 |                                |
| 관선      |  | 6대      | 최승만(崔承萬) | 1951년 8월~1953년 11월 23일       |                                                                                 |                                |
| 관선      |  | 7대      | 길성운(吉星運) | 1953년 11월 23일~1959년 5월 30일  |                                                                                 |                                |
| 관선      |  | 8대      | 전인홍(全仁洪) | 1959년 5월 30일~1960년 4월 30일   |                                                                                 |                                |
| 관선      |  | 직무대리 | 장윤석(張윤錫) | 1960년 5월 1일~1960년 5월 11일    |                                                                                 |                                |
| 관선      |  | 9대      | 양제박(梁濟博) | 1960년 5월 12일~1960년 10월 7일   |                                                                                 |                                |
| 관선      |  | 10대     | 김선옥(金善玉) | 1960년 10월 7일~1960년 12월 31일  |                                                                                 |                                |
| 민선      |  | 11대     | 강성익(姜城益) | 1960년 12월 31일~1961년 5월 24일  | 무소속                                                                          |                                |
| 관선      |  | 12대     | 김영관(金榮寬) | 1961년 5월 24일~1963년 12월 17일  |                                                                                 |                                |
| 관선      |  | 13대     | 강우준(姜宇準) | 1963년 12월 19일~1966년 1월 25일  |                                                                                 |                                |
| 관선      |  | 직무대리 | 하형모(河衡模) | 1966년 1월 25일~1966년 1월 28일   |                                                                                 |                                |
| 관선      |  | 14대     | 정우식(鄭友植) | 1966년 1월 29일~1968년 2월 22일   |                                                                                 |                                |
| 관선      |  | 15대     | 구자춘(具滋春) | 1968년 2월 22일~1969년 10월 25일  |                                                                                 |                                |
| 관선      |  | 16대     | 권용식(權容植) | 1969년 10월 25일~1971년 6월 11일  |                                                                                 |                                |
| 관선      |  | 17대     | 이승택(李承澤) | 1971년 6월 11일~1976년 1월 12일   |                                                                                 |                                |
| 관선      |  | 18대     | 장일훈(張一勳) | 1976년 1월 12일~1978년 9월 11일   |                                                                                 |                                |
| 관선      |  | 19대     | 강신익(姜信益) | 1978년 9월 11일~1980년 1월 17일   |                                                                                 |                                |
| 관선      |  | 20대     | 박상렬(朴商列) | 1980년 1월 17일~1980년 7월 16일   |                                                                                 |                                |
| 관선      |  | 21대     | 이규이(李圭利) | 1980년 7월 16일~1982년 1월 5일    |                                                                                 |                                |
| 관선      |  | 22대     | 최재영(崔在英) | 1982년 1월 5일~1984년 10월 10일   |                                                                                 |                                |
| 관선      |  | 23대     | 장병구(蔣炳九) | 1984년 10월 10일~1987년 10월 21일 |                                                                                 |                                |
| 관선      |  | 24대     | 이창수(李昌洙) | 1987년 10월 22일~1988년 5월 19일  |                                                                                 |                                |
| 관선      |  | 25대     | 이군보(李軍保) | 1988년 5월 19일~1989년 12월 13일  |                                                                                 |                                |
| 관선      |  | 26대     | 홍영기(洪瑛基) | 1989년 12월 13일~1991년 7월 29일  |                                                                                 |                                |
| 관선      |  | 직무대리 | 박찬무(朴贊武) | 1991년 7월 29일~1991년 7월 31일   |                                                                                 |                                |
| 관선      |  | 27대     | 우근민(禹瑾敏) | 1991년 8월 1일~1993년 3월 3일     |                                                                                 |                                |
| 관선      |  | 28대     | 우근민(禹瑾敏) | 1993년 3월 4일~1993년 12월 27일   |                                                                                 |                                |
| 관선      |  | 29대     | 신구범(愼久範) | 1993년 12월 27일~1995년 3월 28일  |                                                                                 |                                |
| 관선      |  | 30대     | 김문탁(金文鐸) | 1995년 3월 29일~1995년 6월 30일   |                                                                                 |                                |
| 민선      |  | 31대     | 신구범(愼久範) | 1995년 7월 1일~1998년 6월 30일    | 무소속(1995~1998) 새정치국민회의(1998) 무소속(1998)                             | 위대한 제주시대를 연다         |
| 민선      |  | 32대     | 우근민(禹瑾敏) | 1998년 7월 1일~2002년 6월 30일    | 새정치국민회의(1998~1999) 새천년민주당(2000~2004) 무소속(2004) 열린우리당(2004) | 100만 제주인 함께 열린 세계로  |
| 민선      |  | 33대     | 우근민(禹瑾敏) | 2002년 7월 1일~2004년 4월 27일    | 새정치국민회의(1998~1999) 새천년민주당(2000~2004) 무소속(2004) 열린우리당(2004) | 세계를 향한 강한 제주          |
| 민선      |  | 권한대행 | 권영철(權寧喆) | 2004년 4월 28일~2004년 6월 5일    | 행정부지사                                                                      | 세계를 향한 강한 제주          |
| 민선      |  | 34대     | 김태환(金泰煥) | 2004년 6월 6일~2006년 5월 8일     | 한나라당(2004~2006) 무소속(2006)                                                | 제2의 도약 제주, 하나된 힘으로 |
| 민선      |  | 권한대행 | 김한욱(金漢昱) | 2006년 5월 8일~2006년 6월 30일    | 행정부지사                                                                      | 제2의 도약 제주, 하나된 힘으로 |

### 제주특별자치도지사
| 선출 방식 |  | 대수     | 이름           | 임기                            | 정당 | 도정구호                               |
| --------- |  | -------- | -------------- | ------------------------------- | --- | -------------------------------------- |
| 민선      |  | 35대     | 김태환(金泰煥) | 2006년 7월 1일~2009년 8월 6일   | 무소속 | 도민의 시대 새로운 도전 제주특별자치도 |
| 민선      |  | 권한대행 | 이상복(李相福) | 2009년 8월 6일~2009년 8월 26일  | 행정부지사 | 도민의 시대 새로운 도전 제주특별자치도 |
| 민선      |  | 35대     | 김태환(金泰煥) | 2009년 8월 27일~2010년 6월 30일 | 무소속 | 도민의 시대 새로운 도전 제주특별자치도 |
| 민선      |  | 36대     | 우근민(禹瑾敏) | 2010년 7월 1일~2014년 6월 30일  | 무소속(2010~2013) 새누리당(2013~2014)                                                                                        | 세계가 찾는 제주, 세계로 가는 제주     |
| 민선      |  | 37대     | 원희룡(元喜龍) | 2014년 7월 1일~2018년 6월 30일  | 새누리당(2014~2017) 무소속(2017) 바른정당(2017~2018) 바른미래당(2018) 무소속(2018~2020) 미래통합당(2020) 국민의힘(2020~2021) | 자연·문화·사람의 가치를 키우는 제주    |
| 민선      |  | 38대     | 원희룡(元喜龍) | 2018년 7월 1일~2021년 8월 11일  | 새누리당(2014~2017) 무소속(2017) 바른정당(2017~2018) 바른미래당(2018) 무소속(2018~2020) 미래통합당(2020) 국민의힘(2020~2021) | 자연·문화·사람의 가치를 키우는 제주    |
| 민선      |  | 권한대행 | 구만섭(丘萬燮) | 2021년 8월 12일~2022년 6월 30일 | 행정부지사 | 자연·문화·사람의 가치를 키우는 제주    |
| 민선      |  | 39대     | 오영훈(吳怜勳) | 2022년 7월 1일~                 | 더불어민주당 | 다함께 미래로, 빛나는 제주             |

- 참고 자료
  - 김태환 초대 제주특별자치도지사는 주민 소환 투표로 인해 2009년 8월 6일부터 2009년 8월 27일까지 직무가 정지당했었으나,[4] 투표율이 33.3%에 못 미쳐 주민 투표는 통과되지 않아 지사직을 유지하였다.[5]

## 같이 보기
- 제주특별자치도지사 선거
- 제주특별자치도청
- 제주특별자치도 부지사
- 제주도사 (일제강점기)